# Turiya
Der Sanskritbegriff Turiya bezeichnet in der Philosophie des Hinduismus das Erleben reinen Bewusstseins, das den Hintergrund für die drei gewöhnlichen Bewusstseinszustände Wachen, Träumen und traumloser Schlaf bildet und diese transzendiert.

## Etymologie
Turiya – तुरीय – (turīya) ist die Verkürzung von चतुरीय – caturīya (auch chaturtha) mit der Bedeutung der, die, das Vierte (catur = vier).

## Die drei gewöhnlichen Bewusstseinszustände
Sich auf die in der Mandukya-Upanishad ausgeführten Ideen stützend beschreibt Adi Shankara die drei Bewusstseinszustände, nämlich Wachen (jagrata), Träumen (svapna) und Tiefschlaf (susupti), welche mit den Drei Körpern des Sarira korrespondieren, wie folgt:
Der erste Zustand ist der des Wachbewusstseins, mit Hilfe dessen wir unserer täglichen (Um)welt bewusst werden. Das Wachbewusstsein entspricht dem grobstofflichen Körper. Seine Wahrnehmung ist nach außen gerichtet (bahish-prajna), grober Natur (sthula) und universell (vaishvanara).
Der zweite Zustand ist der des Traums. Er entspricht dem feinstofflichen Energiekörper. Seine Wahrnehmung geht nach innen (antah-prajna), ist feinstofflicher  (pravivikta) und brennender Natur (Taijasa).
Der dritte Zustand ist der des Tiefschlafs. Er entspricht dem Kausalkörper. In diesem Zustand ist das unterlagernde Bewusstsein vollkommen ungestört. Shankara beschreibt diesen Zustand als

„Herrn über alles (sarv’-eshvara), Kenner von allem (sarva-jnya), Kontrolleur im Inneren (antar-yami), Quell aller Dinge (yonih sarvasya), Ursprung und Auflösung alles Erschaffenen (prabhav’-apyayau hi bhutanam).“

Im Wachzustand besteht Ahamkara, ein Ich-Gefühl der eigenen Identität, sowie ein Bewusstwerden der Gedanken. Im Schlaf-/Traumzustand ist ein Ich-Gefühl kaum oder überhaupt nicht mehr vorhanden, es bestehen aber immer noch Gedanken, die auch bewusst werden. Wachen und Träumen können aufgrund ihrer Dualitäten Subjekt/Objekt, Selbst/Nicht-Selbst und Ich/Nicht-Ich letztendlich keine wahre Erfahrung von Realität und Wahrheit sein.
Im traumlosen Schlaf existiert kein Bewusstsein über Objekte der Außen- oder Innenwelt und es ist auch keinerlei Bewusstheit über Gedanken oder das Ich vorhanden. Die soll aber nicht heißen, dass in diesem Zustand überhaupt kein Bewusstsein mehr vorhanden ist. Dies käme der Aussage ich sehe Nichts gleich. Hiermit wird nämlich indirekt zugegeben, dass Nichts genau das ist, was ich sehe. Diese Analogie gilt auch für den Zustand des traumlosen Schlafs, während dessen man sich über Nichts bewusst ist. Allein diese Aussage beweist die Existenz von Bewusstsein im Tiefschlaf.

## Turiya in der Mandukya-Upanishad
Die Mandukya-Upanishad ist die Kürzeste unter den Upanishaden. Ihre in Prosa gehaltenen 12 Verse beschreiben die mystische Silbe Om, die drei psychologischen Zustände des Wachens, Träumens und Schlafens sowie den transzendentalen vierten Zustand der Erleuchtung.
Im Vers 7 der Mandukya-Upanishad wird Turiya wie folgt charakterisiert:

„Turiya ist weder Bewusstsein der subjektiven Innen- noch der objektiven Außenwelt;  weder handelt es sich um das Bewusstsein dieser beider Welten vereint noch um eine Anhäufung von Bewusstsein schlichtweg; weder ist es einfach Bewusstsein noch Unbewusstsein. Vielmehr ist Turiya unwahrnehmbar, unergründlich, unverständlich, undenkbar und unbeschreibbar. Es ist BEWUSSTSEIN, das sich in den drei Zustandsformen des Selbst manifestiert. In ihm nehmen alle Phänomene ein Ende. Es ist absoluter Frieden, reine Seligkeit und ohne Dualität. Dies ist, was als der Vierte (turiya) bezeichnet wird. Dies ist der Atman, den es zu erkennen gilt.“

Turiya ist kein Seinszustand. Es bildet vielmehr den Hintergrund, auf dem Traum und Wachen auftauchen und wieder verschwinden. Es stellt mit anderen Worten reine Bewusstheit dar, welche auch als Nirvikalpa bezeichnet wird. Diese sich während der Meditation über Turiya einstellende Einsicht wird in der Mandukya-Upanishad Amatra genannt – das Unmessbare, das Maßlose. Es ist synonym mit Samadhi im Yoga.

## Turiya im Advaita

### Gaudapada

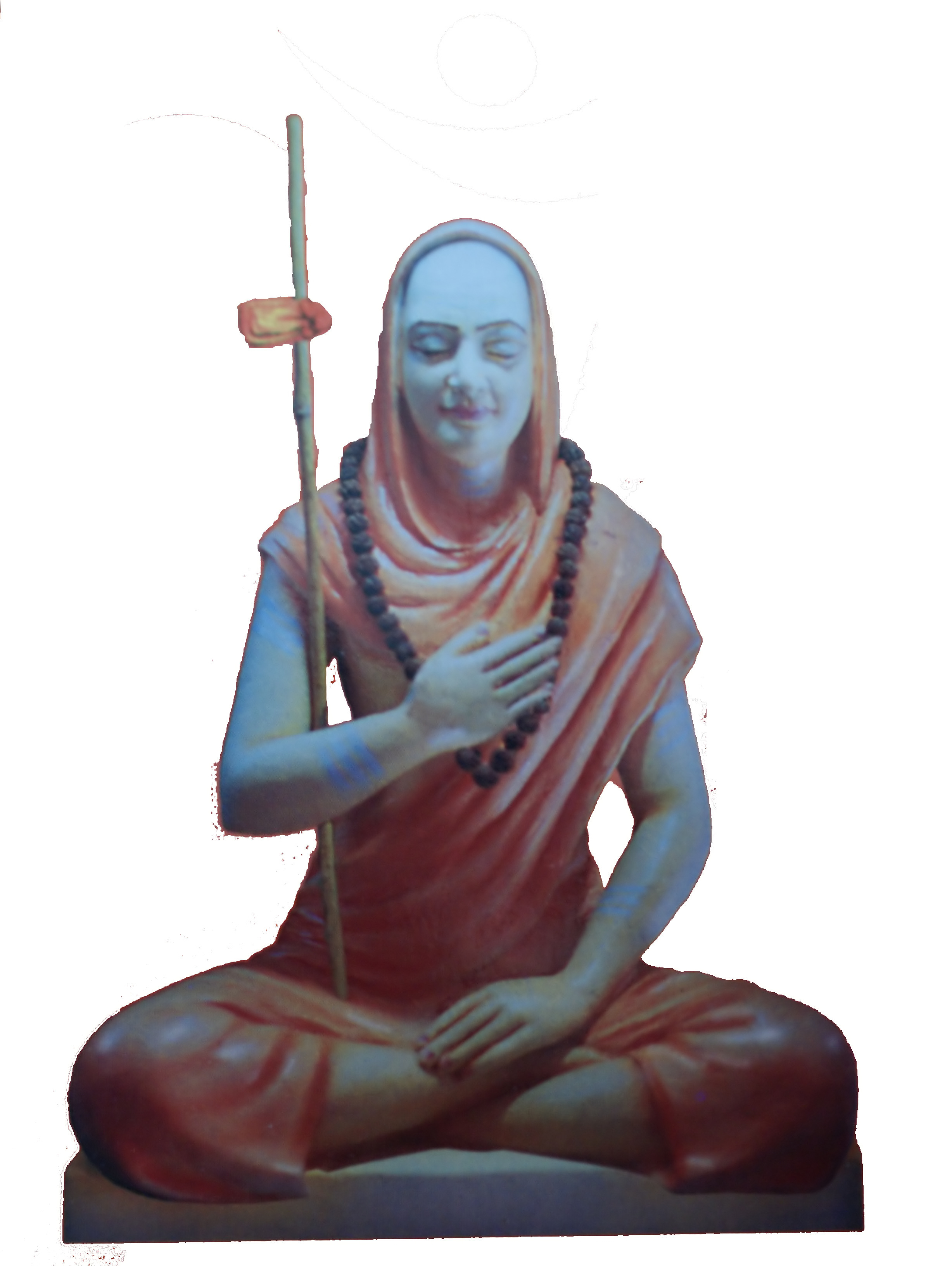
Gaudapada

Gaudapada, der im 7. Jahrhundert lebte, war ein früher Guru des Advaita Vedanta. Sein geistiger Enkel war Adi Shankara, einer der bedeutendsten Philosophen des Hinduismus. Gaudapada hat angeblich die Shri Gaudapadacharya Math gegründet und war Verfasser bzw. Herausgeber der Māṇḍukya Kārikā, eines in Versform geschriebenen Kommentars der Mandukya-Upanishad, der auch als Gauḍapāda Kārikā und als Āgama Śāstra bekannt ist.
Die Māṇḍukya Kārikā ist die älteste bekannte, systematische Abhandlung über Advaita Vedanta, jedoch existieren durchaus noch ältere Schriften des Advaita-Standpunkts und vor Shankara’s Zeit erschienen auch noch andere Lehrschriften desselben Inhaltes.
Gaudapada behandelt Wahrnehmung, Idealismus, Kausalität, Wahrheit und Realität. Laut Gaudapada korrespondiert der vierte Seinszustand (turīya avasthā) mit Stille und die anderen drei  mit AUM. Er bildet das Substratum für die anderen drei Seinszustände  und wird als atyanta-shunyata (vollkommene Leere) bezeichnet.
Im vierten Bewusstseinszustand des Turiya hat sich der Geist nicht nur von der gegenständlichen Welt zurückgezogen, sondern vielmehr mit dem Brahman vereint. Im Tiefschlaf  und im transzendentalen Bewusstsein gibt es streng genommen kein an Objekten orientiertes Bewusstsein mehr; jedoch liegt das gegenständliche Bewusstsein im Tiefschlaf immer noch in Gestalt unmanifestierter "Samen" vor, wohingegen es im Turiya-Zustand vollkommen transzendiert wird. Bei einer Gleichsetzung des wortlosen Zustandes mit Turiya wird meditativ die wahre Natur des Selbst erkannt, wonach es keine Rückkehr in die Sphäre empirischen Lebens mehr geben kann. Zur Erklärung des vierten Zustandes wurden buddhistische Begriffe wie z. B. Śūnyatā (Leere) herangezogen. Dies lässt vermuten, dass  der Kommentar zu einem Zeitpunkt redigiert wurde, als die Mūlamadhyamakakārikā-Schule des Mahayana einflussreich und berühmt war.

### Vishishtadvaita Vedanta
Der Vishishtadvaita Vedanta bildet eine eigene philosophische Schule im Vedanta, die an eine einzige,  sämtliche Vielfalt unterlagernde Einheit glaubt (Vishishtadvaita bedeutet wörtlich übersetzt einzigartiger bzw. qualifizierter Advaita). Ihr Hauptvertreter war Ramanuja, der darauf bestand, dass die Schriften des Prasthana Traya (d. h. Upanishaden, Bhagavad Gita und Brahma-Sutra) so zu interpretieren seien, dass diese Einheit in der Vielfalt hervortrete. Jede andere Art von Auslegung würde den Zusammenhalt dieser Werke verletzen.
Laut dem Vishistadvaita Vedanta ist Turiya Bewusstsein, das von materiellem Einfluss frei ist. Der Atman, unser Selbst, besteht aus Bewusstsein, welches sowohl während des Wachzustandes mit all seinen materiellen Erfahrungen als auch im Schlaf zugegen ist. Im Schlaf träumen wir und durchleben unseren mentalen Bereich, wohingegen im Wachzustand die physische Ebene unserer Existenz zum Tragen kommt.
Beim Erwachen aus einem tiefen, traumlosen Schlaf besteht durchaus Erinnerung an diesen Zustand. Dieser Zusammenhang wird auch durch die gängige Redewendung Ich habe gut geschlafen bekräftigt, denn an etwas Nicht-Erlebtes kann es keine Erinnerung geben.
Auch im Tiefschlaf, während dessen die Intelligenz durch tamo guna transformiert wird, besteht unser Selbst weiter – und so auch im Traum, in dem die Intelligenz von rajo guna beeinträchtigt wird und im Wachzustand, in dem der Intellekt unter den Einfluss von sattva guna gerät. Das Selbst ist von Körper und Geist unabhängig. Selbst wenn Physis und Menses ihre Aktivitäten einstellen, lebt das Selbst weiter, wie wir aus unserer Tiefschlaferfahrung wissen. Wer sich dessen bewusst wird betritt das Reich Turiyas.

### Kashmirischer Shivaismus
Der Kaschmirische Shivaismus bildet eine eigene Schule innerhalb des Shivaismus, welche durch die Verehrung der Trika (Dreiheit bestehend aus den Göttinnen Parā, Parāparā and Aparā) charakterisiert wird. Seine Philosophie findet Ausdruck in der Pratyabhijña, einem Zweig des Kaschmirischen Shivaismus. Abhinavagupta klassifiziert den Kaschmirischen Shivaismus als "paradvaita", d. h. reinsten, absoluten Nichtdualismus.
Gegenüber Shankara’s Advaita vertritt der Kaschmirische Shivaismus kontrastierende Ansichten. So sieht der Advaita das Brahman als nicht-handelnd (niṣkriya) und die Erscheinungswelt als illusionär (māyā), im Gegensatz zum Kaschmirischen Shivaismus, für den alles eine Manifestation des Universellen Bewusstseins Chit bzw. des Brahman darstellt. Für den Kaschmirischen Shivaismus ist die Erscheinungswelt (Śakti) durchaus real, sie existiert und ihr Wesen gründet sich in Chit.
Der Kaschmirische Shivaismus zielt auf ein Aufgehen in Shiva oder im Universellen Bewusstsein. Die bereits bestehende Wesenseinheit mit Shiva kann durch Weisheit, Yoga und höhere Fügung schließlich erkannt werden.

#### Shiva Sutras des Vasugupta
Vasugupta (860 bis 925) ist der Autor der berühmten Shivasutras, eine Sammlung von 77 Aphorismen, die die Grundlage des Kaschmirischen Shivaismus darstellen. Die Shivasutras und die daraus hervorgehende Schule des Kaschmirischen Shivaismus stehen in der Tradition des Tantra bzw. Agama. Gegenüber den Schulen und gängigen  Praktiken des Veda sahen sich die Anhänger des Tantra als unabhängig und außerhalb ihrer Normen befindlich.
Gemäß den Shivasutras ist Turiya der vierte Bewusstseinszustand, der sich jenseits von Wachen, Träumen und Tiefschlaf befindet. Turiya hält gewissermaßen die drei gewöhnlichen Bewusstseinszustände zusammen. Es ist Metaphysisches Bewusstsein und als solches vom psychologischen oder empirischen Selbst klar abzutrennen. Dieses alles beobachtende und bezeugende Bewusstsein wird als Saksi bezeichnet und ist das transzendentale Selbst.
Für Swami Shankarananda bedeutet Shivaismus

„Turiya und somit das Göttliche inmitten des gewöhnlichen Alltags zu finden.“

#### Siddha

Sri Yantra

Im Kaschmirischen Shivaismus (Hindu Tantra) ist mit dem Begriff Siddha ein Siddha Guru gemeint, der mittels Shaktipat seine Schüler in den Yoga einführt.
In  Tamil bedeutet Siddham vollendet – gemeint sind vervollkommnete Lehrmeister, die das Ahamkara (Ego, wörtlich Macher des Ichs) hinter sich gelassen haben und deren Geist soweit zur Ruhe gekommen ist, dass er für ihre Bewusstheit kein Hindernis mehr darstellt. Ferner hat sich ihr einst von den dichten Gunas (Rajotamas) beherrschter Körper durch dauerhafte Meditation in einen leichten Sattva-Körper verwandelt.
Im Siddha werden die vier Bewusstseinszustände wie folgt beschrieben:
- Nenavu oder der Wachzustand
- Kanavu oder der Traumzustand
- Sudhubdi oder unbewusster Schlaf
- Thoongamal Thoongi Sukam pookuvathu oder schlafloser Schlafzustand voller Seligkeit. Dieser bewusste Schlafzustand ist der höchste der vier primären Bewusstseinszustände. Er kann durch Meditation erreicht werden, wie beispielsweise durch die vielbegehrte Siddha Turiya-Meditation. Der hauptsächlich durch Sadhana erreichte schlaflose Schlafzustand wird auch als Nullpunkt bezeichnet, an dem Polaritäten zusammenbrechen, Dualitäten wegfallen und das Selbst im Unendlichen aufgeht. Der Nullpunkt macht es uns möglich, unsere Ichbezogenheit fallen zu lassen, unserer Seele zu vertrauen und die letztliche Wahrheit zu erfahren.

## Turiya im Vishnuismus
Neben Shivaismus, Smarta-Tradition und Shaktismus ist der Vishnuismus eine der Hauptzweige des Hinduismus, dessen Verehrung auf den Gott Vishnu ausgerichtet ist. Vaishnava, die Anhänger des Höchsten Herrn Vishnu, befürworten einen differenzierten Monotheismus, dessen Hauptaugenmerk auf Vishnu und seine Zehn Inkarnationen gerichtet ist.
Im Vers 11. 15, 16 des Bhagavata Purana wird Bhagavan als turiyakhye (der Vierte) beschrieben.
Die Bhagavad Gita definiert in Vers 7. 13 Turiya wie folgt:

„In der materiellen Welt erscheint der Herr als die drei Vishnus (bzw. gunas). Die ursprüngliche Gestalt des Herrn ist jedoch eine ganz andere. Er befindet sich außerhalb der materiellen Natur und ist als Der Vierte bekannt.“

### Gaudiya Vaishnava

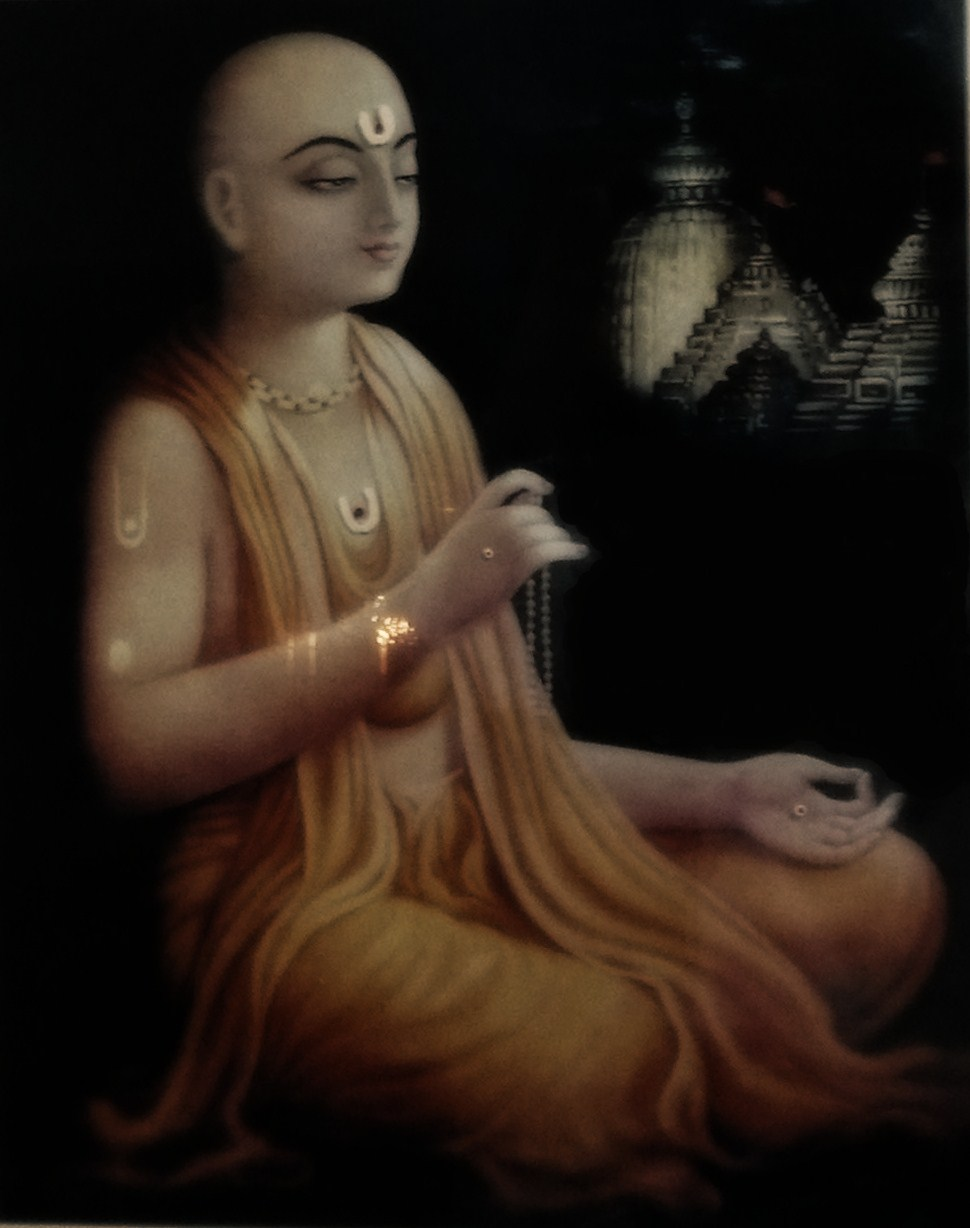
Chaitanya Mahaprabhu

Gaudiya Vaishnava (auch Chaitanya-Vaishnava und Hare Krishna) ist eine spirituelle Bewegung vishnuitischer Ausrichtung, die von Chaitanya Mahaprabhu (1486 bis 1534) im 16. Jahrhundert in Indien gegründet wurde. Gaudiya bezieht sich auf die im heutigen Bengalen bzw. in Bangladesch gelegene Gauda-Region. Dieser Vishnuismus sieht seine Aufgabe in der Verehrung der monotheistischen Gottheit oder der Höchsten Persönlichkeit Gottes, die meist als Krishna, Narayana oder Vishnu tituliert wird. Als philosophischer Unterbau fungieren die Bhagavad Gita, das Bhagavata Purana und andere puranische Schriften, aber auch Upanishaden wie die Isha-Upanishad, die Gopala-Tapani-Upanishad und die Kali-Santarana-Upanishad.
Die Gaudiya-Anhänger des Vedanta richten ihr Augenmerk auf turyatitah gopala, die fünfte Dimension. Der Gläubige trifft jetzt Gopala Krishna im Braj (Vraja Dhama) von Angesicht zu Angesicht und wechselt somit von adhoksaja zu aprakrta bzw. vom Gottesbewusstsein zum Krishna-Bewusstsein über. Turyatitah (auch turyatita, turya-titah oder turiya-titah) ist somit die Erfahrung der Höchsten Realität:

„Die vierte Dimension, Turiya, ist die Grundlage unseres Daseins und das Ziel aller Transzendentalisten. Sie wird unter Vedanta-Philosophen entweder als undifferenziertes Bewusstsein oder als eine Beziehung zum Göttlichen interpretiert. Der Gaudiya-Vedanta kommt zu dem Schluss, dass Liebe weitaus umfassender als unser Selbst ist und den größten Aspekt Gottes darstellt, von dem selbst er motiviert wird. Nichtduales Bewusstsein wird dann verwirklicht, wenn wir erkennen, dass uns nichts und nicht einmal wir uns selbst gehören. Die einzige Ausnahme ist der Moment, wenn wir unsere Liebe Gott darbringen und sagen können, dass er uns jetzt gehöre.“

Gott und die bedingten Seelen stehen hierbei in einem Verhältnis zueinander:

„Dies ist die Krishna-Auffassung Gottes, in der Gott nicht als Gott und die bedingten Seelen nicht als bedingte Seelen separat voneinander auftreten. Beide verhalten sich zueinander vielmehr wie Liebhaber und Geliebte, so wie Krishna und seine Gopis, außerhalb jeder ontologischen Realität, aber auch außerhalb jeder materiellen Illusion. Diese Gottesliebe wird von den Gaudiya-Vaishnava zurecht als fünfte Dimension, turiya-titah angesehen, die Dimension der Seele unserer Seele.“

Der Bewusstseinszustand des Turyatita spiegelt sich in dem Sanskritgedicht Gitagovinda von Jayadeva. Auch Jiva Gosvami geht in den Sandarbhas ausführlich auf diesen Zustand ein.